# Арахнофагия
Арахнофагия (от греч. ἀράχνη — «паук», и φαγεῖν — «поедать»), или аранеофагия — специализированная форма питания и пищевого поведения некоторых позвоночных и беспозвоночных животных, охотящихся и питающихся пауками (иногда в это понятие также включают поедание других паукообразных: скорпионов, сольпуг и т. д.). Помимо поедания пауков животными, это понятие также может относиться к поеданию пауков людьми.
Пауками питаются многие насекомоядные животные, особенно часто мелкие насекомоядные птицы и ящерицы. Чаще всего они поедают пауков при случае (факультативная арахнофагия), ловя их попутно вместе с насекомыми и другими членистоногими. В частности, арахнофагия описана у небольшой совы сплюшки Otus megalotis с Филиппинских островов, которая питается такими видами пауков, как Heteropoda venatoria. Охотится на пауков зачастую могут и пауки других видов, например, пауки-скакуны.
Однако существуют и животные, у которых пауки составляют основу их рациона (облигатная арахнофагия). Например, целое семейство насекомых — дорожные осы — специализируются на охоте на пауков, которых парализуют уколами своего жала, затаскивают в норку или другое укрытие и откладывают на них яйца. После выхода личинок обездвиженные пауки служат кормом для личинок этих ос. Разные виды дорожных ос охотятся на разные виды пауков, в том числе на ядовитых и смертельно опасных для других животных и даже для человека. Например, добычей осы Cryptocheilus alternatus являются пауки тарантулы, а оса Agenioideus ciliatus из Средней Азии охотится на каракурта. Некоторые тропические виды ос рода Pepsis охотятся на пауков-птицеядов.
Как и употребление человеком в пищу насекомых (антропоэнтомофагия), традиционное потребления в пищу или в качестве лекарства паукообразных также имеет давнюю историю. Паукообразных (пауков, скорпионов и клещей) человек употребляет в пищу во всем мире. Жареные пауки, в основном птицеяды, являются закуской в Камбодже. В Мексике тарантулов предлагают в тако с гуакамоле. Однако мексиканские законы запрещают продажу многих видов птицеядов для употребления в пищу, и продавцы, предлагающие этот деликатес, были закрыты властями. В Венесуэле народ пиароа издавна употребляет в пищу гигантского птицееда Theraphosa blondi. Жареных скорпионов традиционно едят в провинции Шаньдун в Китае, а также во Вьетнаме и Таиланде.
Мильбенкезе — немецкий деликатесный сыр, который во время созревания подвергается воздействию сырных клещей, и при употреблении в пищу они часто остаются на корочке.